# 東春駅
座標: 北緯37度24分14.93秒 東経126度40分48.45秒 / 北緯37.4041472度 東経126.6801250度
東春駅（トンチュンえき）は、大韓民国仁川広域市延寿区にある仁川交通公社1号線の駅である。駅番号は(I131)。

## 駅構造
- 相対式ホーム2面2線の地下駅。

## 駅周辺
- 南東工団2団地
- 女性の広場（延寿水道事業所）
- Eマート延寿店（旧東春店）
- 延寿区庁

## 歴史
- 1999年10月6日 - 開業。

## 隣の駅
仁川交通公社
●1号線
源仁斎駅 (I130) - 東春駅 (I131) - 東幕駅 (I132)